# Nitranský hrad
Nitransky hrad je zachovalý hradní komplex v Nitře. Nachází se hradním vrchu v centru města ve výši 220 metrů a vytváří výraznou dominantu města pod jižními výběžky pohoří Tribeč. Dominantou hradního areálu je Katedrála svatého Jimrama, biskupský palác a mohutné opevnění s vystupujícími bastiony. Dnes na hradě sídlí biskupský úřad.

## Dějiny
Hradní vrch byl svědkem nejstarších slovenských dějin, když se tu koncem 8. století začalo formovat Nitranské knížectví. Výhodná poloha lokality, ze tří stran chráněné řekou Nitrou, se stala vhodným místem na vybudování opevněného hradiště. Právě zde s velkou pravděpodobností stál Pribinův kostel, spojený s nejstarší písemnou zmínkou o městě, ale i celém knížectví.

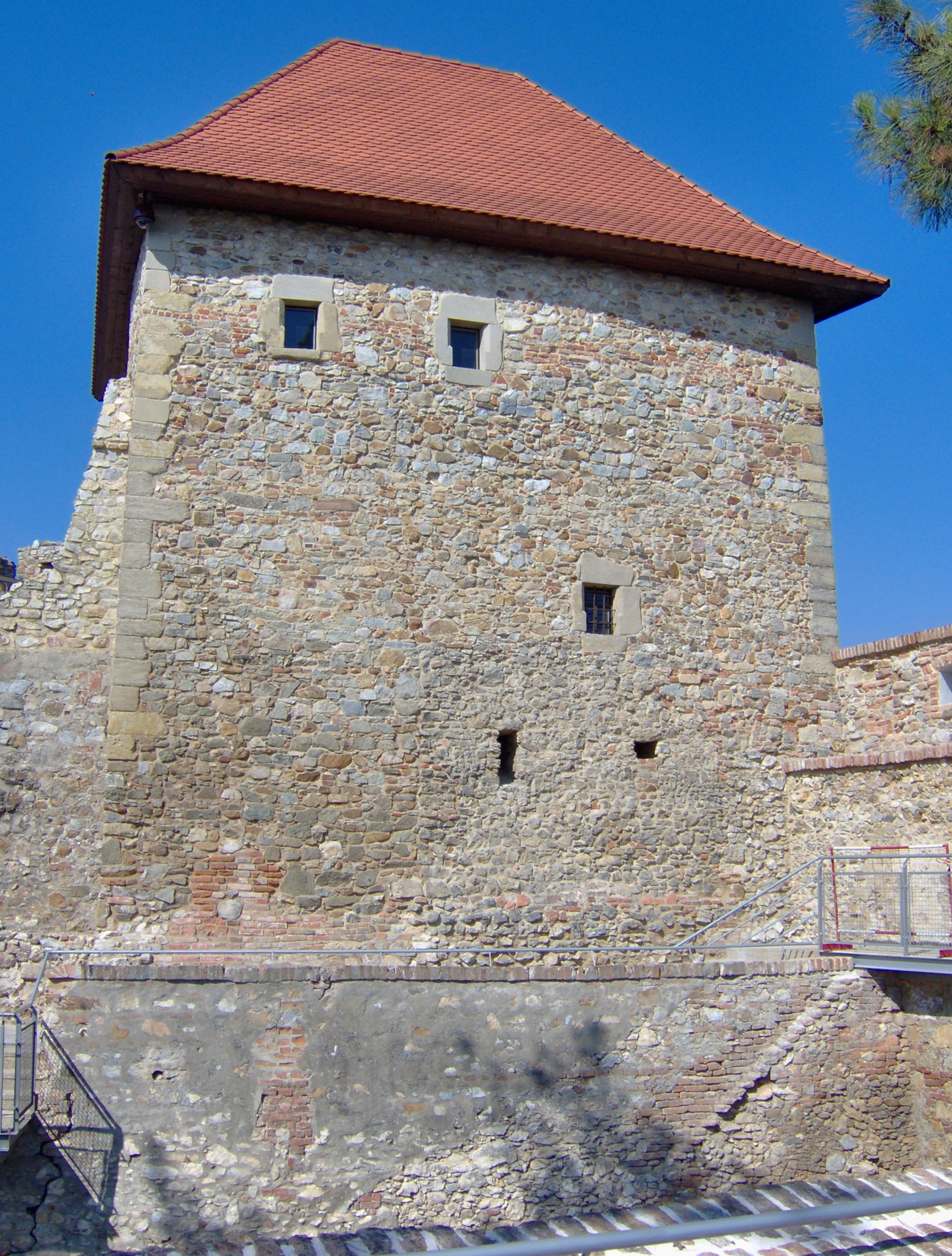

Po začlenění Nitranského knížectví do Velké Moravy se město stalo sídelním centrem knížete, který hradiště dále rozšiřoval a opevňoval. Potvrzené písemné zprávy o hradišti pocházejí z roku 871 a záznamy v Maurově kronice z poloviny 11. století, jež připomínají baziliku svatého Jimrama, která dodnes tvoří součást hradního komplexu. Ten se z hradiště vyvinul pravděpodobně v době formování Uherského království, kdy byla Nitra důležitým správním centrem stejnojmenného knížectví. Během pustošivých vpádů Mongolů v roce 1241 stál na hradním vrchu již opevněný hrad, který odolal nájezdům útočníků. K výraznému poškození však došlo při požáru během obléhání hradu Přemyslem Otakarem II. v roce 1271, po kterém byla nezbytná obnova kostela i opevnění.
Hrad se stal středem zájmu panovníků jako Matúš Čák Trenčanský, Zikmund Lucemburský nebo Matyáš Korvín, jehož vojsko hrad v roce 1465 zpustošilo. Opevnění bylo opět zesíleno během tureckých nájezdů na území jižního Slovenska v 16. století, kdy byl vybudován i renesanční hradní palác a nová vnitřní hradní brána. Navzdory dobrému obrannému systému se v roce 1663 na krátký čas Turkům podařilo hrad ovládnout a následně se přistoupilo k přeměně celého obranného systému. Na počátku 18. století byl přestavěn i tzv. horní kostel a přibyl biskupský palác.

## Dochovaný stav
Množství úprav, opevňovacích a rekonstrukčních prací během staletí zcela změnily původní vzhled hradu. Nejblíže původnímu vzhledu má jen bazilika svatého Jimrama z první poloviny 13. století, část hradní zdi a horní gotický kostel z první poloviny 14. století a vnitřní hradní brána ze 16. století. Téměř původní vzhled mají jen zachovalé stavby z konce 17. a ze dne 18. století.

## Galerie

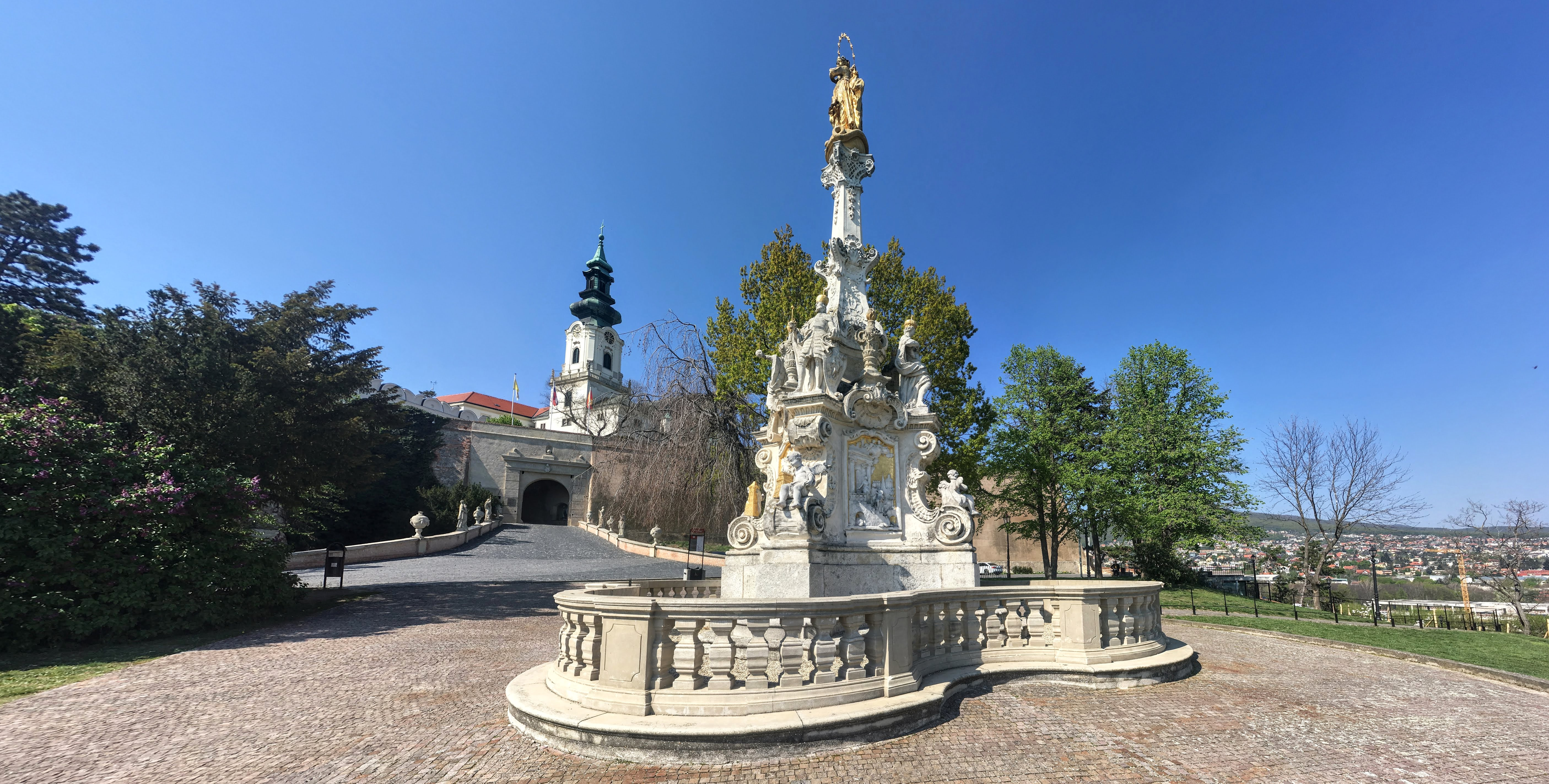
Mariánský sloup
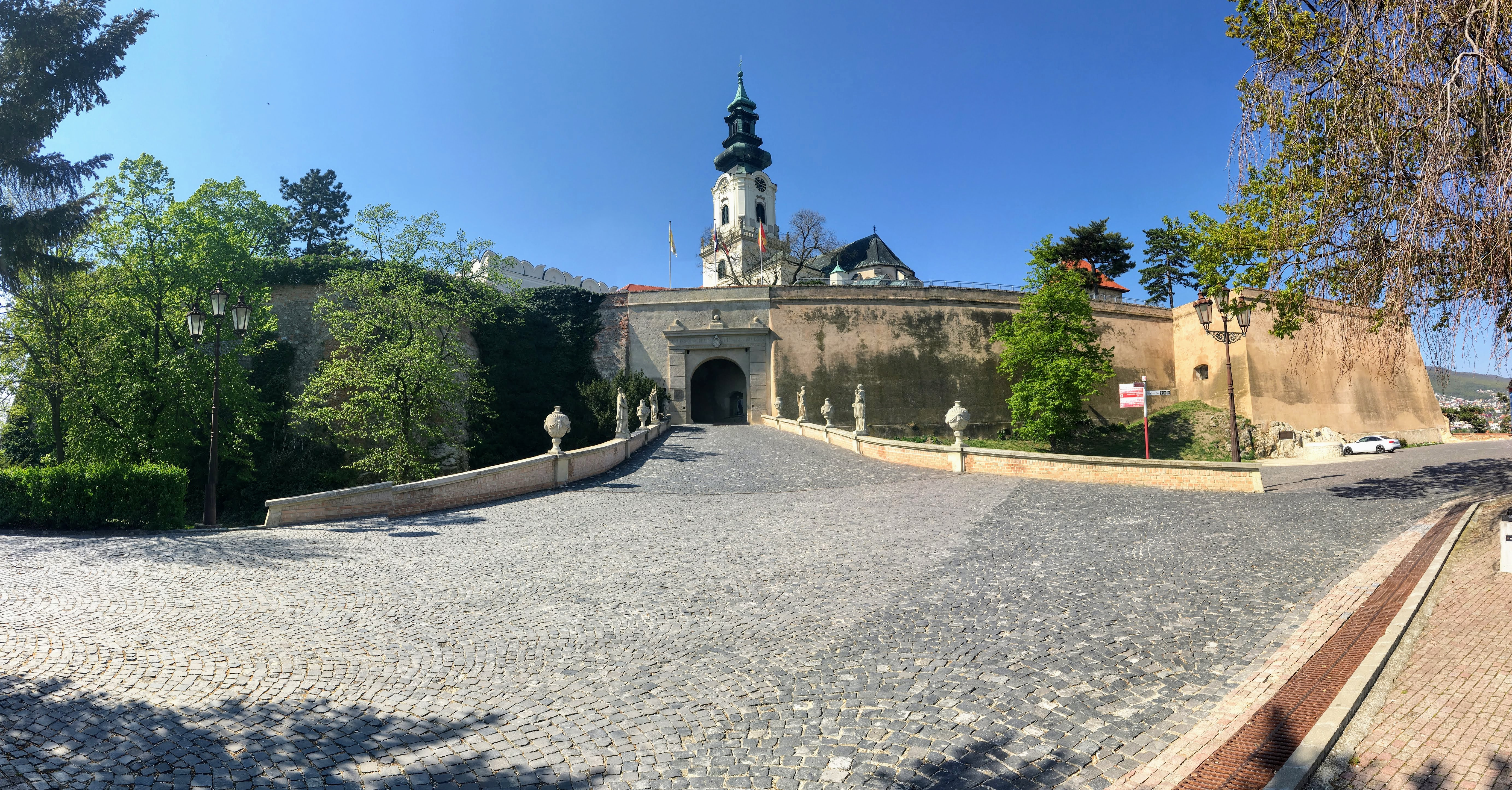
Brána
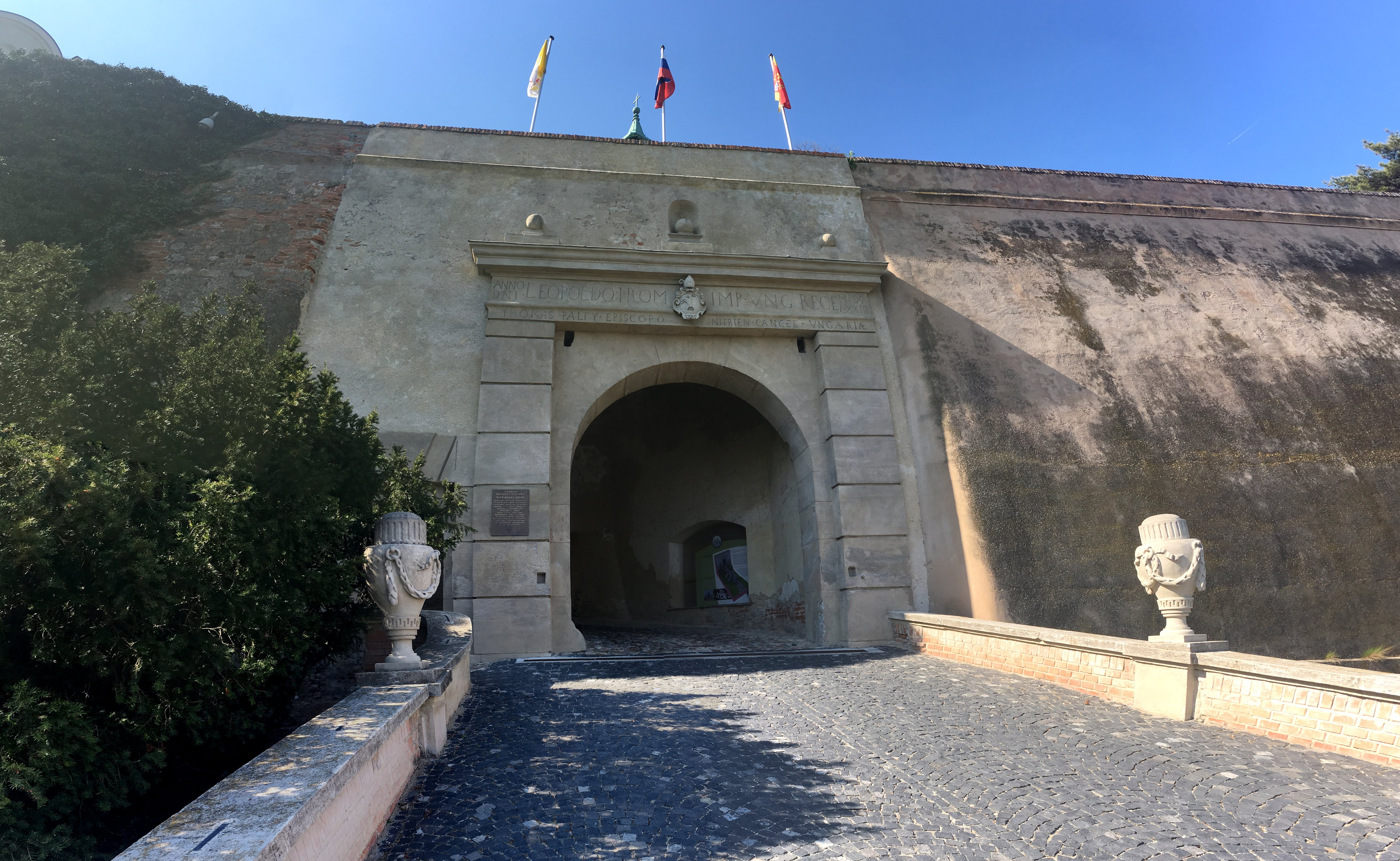
Brána